# Soliabacken
Soliabacken är en skidanläggning 8 km söder om Norsjö på Hundberget i Norsjö kommun som drivs idiellt av friluftsfrämjandet. Soliabacken har två belysta nedfarter, en blå och en röd. Det finns det även en off-pist backe. Backen har även två liftar varav en är avsedd för barn och den andra en ankarlift. Det finns en skoterled mellan Soliabacken och Avaliden, samt skoterled och ett längdskidspår mellan Soliabacken och Norsjö. På toppen finns en skidstuga med enklare försäljning. Köldgränsen är -20 °C.